# Rosskopf (Halltal)
Pour les articles homonymes, voir Rosskopf.
Le Rosskopf est une montagne qui s’élève à 2 670 m d’altitude dans les Karwendel, en Autriche.